# Смушковое (Крым)
Смушковое (до 1948 года Кель-Шейх; укр. Смушкове, крымскотат. Kel Şeyh, Кель Шейх) — исчезнувшее село в Черноморском районе Республики Крым, располагавшееся на юго-западе района, в степной части Крыма, примерно в 3 километрах северо-западнее современного села Красносельское.

### Динамика численности населения
- 1806 год — 127 чел.[5]
- 1889 год — 117 чел.[6]
- 1900 год — 175 чел.[7]
- 1915 год — 219/7 чел.[8][9]
- 1926 год — 47 чел.[10]

## История
Первое документальное упоминание селения встречается в Камеральном Описании Крыма… 1784 года, судя по которому, в последний период Крымского ханства Кешеих входил в Тарханский кадылык Козловскаго каймаканства.
После присоединения Крыма к России (8) 19 апреля 1783 года, (8) 19 февраля 1784 года, именным указом Екатерины II сенату, на территории бывшего Крымского ханства была образована Таврическая область и деревня была приписана к Евпаторийскому уезду. После павловских реформ, с 1796 по 1802 год входила в Акмечетский уезд Новороссийской губернии. По новому административному делению, после создания 8 (20) октября 1802 года Таврической губернии, Кельшеих был включён в состав Яшпетской волости Евпаторийского уезда.
По Ведомости о волостях и селениях, в Евпаторийском уезде с показанием числа дворов и душ… от 19 апреля 1806 года, в деревне Кельшеих числилось 12 дворов и 127 жителей крымских татар. На военно-топографической карте генерал-майора Мухина 1817 года деревня Кельшеих обозначена с 25 дворами. После реформы волостного деления 1829 года Кельшеих, согласно «Ведомости о казённых волостях Таврической губернии 1829 года» остался в составе Яшпекской волости. На карте 1836 года в деревне 13 дворов. Затем, видимо в результате эмиграции крымских татар в Турцию селение заметно опустело и на карте 1842 года Кельшеих обозначен условным знаком «малая деревня», то есть, менее 5 дворов.
В 1860-х годах, после земской реформы Александра II, деревню приписали к Курман-Аджинской волости. Согласно «Памятной книжке Таврической губернии за 1867 год», деревня Кильшеих была покинута жителями в 1860—1864 годах, в результате эмиграции крымских татар, особенно массовой после Крымской войны 1853—1856 годов, в Османскую империю и заселена малороссиянами и городскими мещанами. По обследованиям профессора А. Н. Козловского 1867 года, вода в колодцах деревни была солоноватая, а их глубина колебалась от 1 до 5 саженей (от 2 до 10 м). На трехверстовой карте Шуберта 1865—1876 года в деревне Кельшеих обозначено 7 дворов. По «Памятной книге Таврической губернии 1889 года», по результатам Х ревизии 1887 года, в Кель-Шеихе числилось 15 дворов и 117 жителей, но в «…Памятной книжке Таврической губернии на 1892 год» деревня не записана.
Земская реформа 1890-х годов в Евпаторийском уезде прошла позже остальных, в результате Кульшеих приписали к Кунанской волости. На полуверстовой карте 1890 года в Кельшеихе обозначено 24 двора с русским населением. По «…Памятной книжке Таврической губернии на 1900 год» в деревне числилось 175 жителей в 22 дворах. На 1914 год в селении действовала земская школа. По Статистическому справочнику Таврической губернии. Ч.II-я. Статистический очерк, выпуск пятый Евпаторийский уезд, 1915 год, в деревне Кельшеих Кунанской волости Евпаторийского уезда числилось 39 дворов (все дворы с землёй) с русским населением в количестве 219 человек приписных жителей и 7 — «посторонних», из которых 116 мужчин и 120 женщин. Жители владели 200 десятинами удобной земли. В хозяйствах имелось 40 лошадей, 30 волов, 23 коровы и 640 голов мелкого скота.
После установления в Крыму Советской власти, по постановлению Крымревкома от 8 января 1921 года № 206 «Об изменении административных границ» была упразднена волостная система и образован Евпаторийский уезд, в котором создан Ак-Мечетский район и село вошло в его состав, а в 1922 году уезды получили название округов. 11 октября 1923 года, согласно постановлению ВЦИК, в административное деление Крымской АССР были внесены изменения, в результате которых округа были отменены, Ак-Мечетский район упразднён и село вошло в состав Евпаторийского района. Согласно Списку населённых пунктов Крымской АССР по Всесоюзной переписи 17 декабря 1926 года, в селе Кельшеих, Ак-Мечетского сельсовета Евпаторийского района, числилось 9 дворов, все крестьянские, население составляло 47 человек, все русские. По постановлению КрымЦИКа от 30 октября 1930 года «О реорганизации сети районов Крымской АССР», был восстановлен Ак-Мечетский район (по другим данным 15 сентября 1931 года) и село вновь включили в его состав.
С 25 июня 1946 года Кельшеих в составе Крымской области РСФСР. Указом Президиума Верховного Совета РСФСР от 18 мая 1948 года, Кель-Шейх переименовали в Смушковое. 26 апреля 1954 года Крымская область была передана из состава РСФСР в состав УССР. С начала 1950-х годов, в ходе второй волны переселения (в свете постановления № ГОКО-6372с «О переселении колхозников в районы Крыма»), в Черноморский район приезжали переселенцы из различных областей Украины. В «Справочнике административно-территориального деления Крымской области на 15 июня 1960 года» селение не значится, а по справочнику «Крымская область. Административно-территориальное деление на 1 января 1968 года» посёлок ещё числился в составе Новоивановского сельского совета. На 1977 год Смушковое уже числилось в списке упразднённых.